# سواتی موتیام
سواتی موتیام (به انگلیسی: Swati Mutyam) فیلمی به کارگردانی کاسیناتونی ویسوانت با بازی کمال حسن است.